# Wachsspachtel
Ein Wachsspachtel ist ein Werkzeug zum Auftragen von Wachs auf einer Wachstafel.
Wachsspachtel sind mehrfach auf antiken Darstellungen im Zusammenhang mit weiteren Schreibgeräten wie Wachstafel und Stilus abgebildet. Daher sind archäologische Fundstücke von Wachsspachteln eindeutig identifizierbar.
Diese Werkzeuge haben ein spachtelförmiges Ende mit einer Breite von 3 bis 10 cm und eignen sich daher wesentlich besser zum Glätten der frisch aufgetragenen, warmen Wachsmischung oder zur Korrektur von größeren Flächen als das wesentlich schmalere, spatelförmige Ende eines Stilus. Der Griff kann schlicht sein. Einige römische Stücke haben eine Handhabe in Form einer Büste der Göttin Minerva,  diese stellt als Schutzgöttin von Lehrern und Dichtern einen weiteren Bezug des Wachsspachtels zum Bereich des Schreibens her.